# Mars Incorporated
Mars, Incorporated – amerykańska korporacja zajmująca się produkcją i sprzedażą czekolady, dań gotowych, napojów, jedzenia dla zwierząt, oraz gum do żucia i słodyczy cukrowych. Według stanu na 2014 rok firma działa w ponad 74 krajach na całym świecie. Siedziba główna Mars, Incorporated znajduje się w McLean, w stanie Wirginia, w Stanach Zjednoczonych. Korporacja została założona w mieście Tacoma, w stanie Waszyngton w 1911 roku, kiedy to Franklin Clarence Mars i jego żona Ethel zaczęli produkować i sprzedawać słodycze. Przedsiębiorstwo jest w całości własnością rodziny Mars.
W roku 2016 Mars, Incorporated przejął od należącej do Warrena Buffetta Berkshire Hathaway firmę Wrigley Company. W efekcie połączenia ma powstać spółka Mars Wrigley Confectionery z siedzibą w Chicago (dotychczasowej siedzibie Wrigley Company).

## Historia
- 1911 – Frank C. Mars rozpoczyna produkcję słodyczy w swojej kuchni w Tacoma, w stanie Waszyngton
- 1923 – Frank C. Mars i Forrest E. Mars tworzą baton MILKY WAY
- 1930 – Wprowadzono do sprzedaży baton Snickers
- 1932 – Forrest E. Mars rozpoczyna produkcję słodyczy w Slough, w Anglii
- 1935 – Zakup Chappel Brothers Ltd, angielskiej fabryki jedzenia dla zwierząt
- 1940 – Powstanie draży czekoladowych M&M’S
- 1946 – Stworzenie marki UNCLE BEN’S – pierwszego ryżu typu parboiled
- 1955 – Rusza sprzedaż słodyczy przez maszyny vendingowe (Four Square, Anglia)
- 1965 – Otwarcie Centrum Żywienia i pielęgnacji Zwierząt Domowych w Waltham, Anglia
- 1973 – Wprowadzenie automatów KLIX
- 1982 – Czekoladowe draże M&M’S wybrane przez załogę pierwszego promu kosmicznego jako składnik racji żywieniowych
- 1986 – Początek sprzedaży sosów do makaronów DOLMIO w Europie
- 1989 – Rozpoczęcie produkcji lodowych wersji batonów Marsa (Doveurope, Francja). Powstanie marki SEEDS OF CHANGE
- 1990 – Baton MARS i czekoladowe draże M&M’S oficjalnym sponsorem Mistrzostw Świata w Piłce Nożnej we Włoszech
- 1991 – Rozpoczęcie sprzedaży słodyczy w Rosji
- 1992 – Uruchomienie pierwszej fabryki w Polsce, Sochaczew
- 1995 – Nowe niebieskie draże M&M’S
- 2000 – Zakup fabryki EBLY w Chateaudiun, we Francji
- 2002 – Royal Canin staje się częścią Mars, Inc.
- 2005 – Utworzenie Mars Nutrition Health & Wellbeing (Mars Żywienie i Zdrowie)
- 2007 – Ujednolicenie nazwy oddziałów Mars, Inc. na całym świecie
- 2008 – Mars przejmuje Wrigley Company

## Marki Mars, Incorporated
Poniższe marki są znakami handlowymi Mars, Incorporated:
| - Mars - Twix - Snickers - M&M's - Milky Way - Dove - Bounty - Maltesers - Galaxy |  | - Skittles - Starburst - CocoaVia - Frutasia - Klix - Flavia - Uncle Ben's - Dolmio - Ebly |  | - Seeds of Change - Pedigree - Whiskas - Sheba - Cesar - Frolic - Kitekat - Brekkies - Perfect Fit |  | - Royal Canin - Profilum - Catsan - Natusan - Winergy - Trill - Aquarian - MARATHON (dawna nazwa Snickersa w UK) |

## Mars Polska Sp. z o.o.
Mars Polska Sp. z o.o. (do 21.06.2007 Masterfoods Polska Sp. z o.o.) – samodzielnie działająca polska firma będąca oddziałem korporacji Mars, Incorporated.
Firma istnieje od 1992 roku. Jej działalność obejmuje produkcję, marketing i sprzedaż słodyczy oraz jedzenia dla zwierząt domowych.
Produkcja odbywa się w odrębnych kompleksach produkcyjnych pod Sochaczewem – trzech fabryk – suchej oraz mokrej karmy dla zwierząt w Kożuszkach-Parcel oraz słodyczy w Janaszówku. Do dziś Mars zainwestował w Polsce 775 mln zł. Prawie połowa produkcji z polskich fabryk trafia do ponad 50 krajów. Firma współpracuje z ponad 170 instytucjami społecznymi z całej Polski oraz wspiera projekty społeczności lokalnej np. współfinansowała budowę placu zabaw dla dzieci w Sochaczewie.